# Charinus pecki
Charinus pecki är en spindeldjursart som beskrevs av Peter Weygoldt 2006. Charinus pecki ingår i släktet Charinus och familjen Charinidae. Inga underarter finns listade i Catalogue of Life.